# رومبلي (باد كاليه)
رومبلي، باد كاليه (بالفرنسية: Rombly)‏ هي بلدية تقع في إقليم باد كاليه من منطقة نور با دو كاليه في شمال فرنسا. تبلغ مساحة هذه المدينة 1.15 (كم²)، وترتفع عن سطح البحر 38 م، يبلغ عدد سكانها 33 نسمة حسب إحصاء المعهد الوطني للإحصاء والدراسات الاقتصادية سنة 2009 م. وترأس Dorothée Colin البلدية خلال فترة (2008-2014).